# Das ist nicht die ganze Wahrheit… (альбом)
Das ist nicht die ganze Wahrheit… (с нем. — «Это не вся правда…») — четвёртый студийный альбом немецкой панк-группы Die Ärzte, выпущенный 19 апреля 1988 года. Альбом был записан при участии только двух музыкантов: Фарина Урлауба (гитара, бас, вокал) и Белы Б. (ударные, вокал). Пластинка была выпущена уже после объявления о распаде группы, что способствовало рекордным продажам. Запись заняла 6 место в немецком альбомном чарте, продержавшись в нём в общей сложности 35 недель и получила золотой статус.

## Информация о альбоме
Запись альбома началась в конце 1987 года в Берлине. Продюсером стал Уве Хоффманн, уже участвовавший в создании альбомов «Ist das alles?» и «Ab 18». Хаген Либинг, в тот момент сессионный бас-гитарист группы, не участвовал в записи альбома.
Особое внимание привлекла история создания песни Elke. Композиция была создана спонтанно, во время работы на студии. Причиной стали многочисленные звонки двух фанаток по имени Эльке и Даниэла, которые узнали номер телефона студии. Группа была очень раздражена таким маниакальным проявлением внимания и Фарин пригрозил звонящим, что он напишет песню про них, если они позвонят хотя бы ещё раз, после чего звонок, естественно, раздался вновь. Ранее эти девушки уже отправляли письмо со своими фотографиями, где было понятно, что они очень полны, что стало основой для написания новой песни, в которой подробно рассказывается про ожирение Эльке. Данная песня стала постоянной в концертной программе коллектива и в 1999 году была выпущена как концертный сингл.
В декабре 2021 года было выпущено переиздание записи на виниле и спустя 33 года альбом вернулся в немецкий чарт, заняв 23 место.

## Факты
- Название альбома было взято из пародийного фильма Аэроплан II: Продолжение.
- Фото обложки сделано фотографом Джимом Ракете на площади Виттенбергплац в Берлине. Для фото были наняты около десятка моделей, которые получили за работу футболки и пластинки группы.
- Песня «Schwanz ab» не указана в треклисте и буклете, является скрытым треком.
- Рифф из «Baby ich tu’s» основан на песне «Breaking the Law»

## Список композиций
1. Ohne dich (Urlaub)
2. Baby ich tu’s (Felsenheimer)
3. Komm zurück (Urlaub)
4. Wilde Welt (Felsenheimer)
5. Westerland (Urlaub)
6. Ich will dich (Felsenheimer)
7. Elke (Urlaub)
8. Blumen (Felsenheimer)
9. Außerirdische (Urlaub)
10. Siegerin (Felsenheimer)
11. Bitte bitte (Urlaub)
12. Popstar (Felsenheimer)
13. Gute Zeit (Felsenheimer)
14. Schwanz ab (Urlaub) (скрытый трек)

### Сингл — «Ich ess' Blumen»
1. «Ich ess' Blumen» (Felsenheimer)
2. «Das ist Rock’n’Roll» (Urlaub, Felsenheimer/Urlaub, Felsenheimer, Liebing)

### Сингл — «Westerland»
1. «Westerland» (Urlaub)
2. «Westerland (Live-Version)» (Urlaub)

### Сингл — «Bitte bitte»
1. «Bitte bitte» (Urlaub)
2. «Gabi gibt 'ne Party» (Urlaub, Felsenheimer)